# Сим Вон Ху
Сим Вон Ху (кит. 沈望傅; англ. Sim Wong Hoo); 1955, Малайская Федерация — 4 января 2023, Сингапур) — основатель и глава сингапурской компании «Creative Technology», специализирующейся в области создания аппаратного обеспечения для компьютеров и цифровых плееров, создатель звуковой системы Sound Blaster — первой звуковой карты для персональных компьютеров.

## Биография
Родился в Малайе в 1955 году. Впоследствии переехал в Сингапур, где окончил факультет электронной инженерии при политехническом институте Нги Ань.
В июле 1981 года Ху вместе со своим одноклассником Ын Каива (англ. Ng Kai Wa) открыл небольшую мастерскую в Сингапуре. Предприятие, первоначально названное «Creative», занималось обслуживанием и ремонтом компьютеров. Параллельно с починкой ЭВМ Ху занимался собственными разработками и создал дополнительный модуль памяти для популярных в то время машин Apple II, которые стали пользоваться высоким спросом.
Первым крупным успехом Ху и «Creative» стало создание звуковой системы на одном чипе, прообраза современных звуковых карт, в 1986 году. До этого изобретения в персональных ЭВМ за звуковые сигналы отвечали так называемые «PC-спикеры», которые могли издавать лишь один звук в определенный момент времени. Новое устройство стало первым в своем роде приспособлением для персональных компьютеров, способным обрабатывать сложные звуковые эффекты и воспроизводить музыку в режиме стерео.
В 1992 году на базе собственных разработок специалисты «Creative» под руководством Ху создали звуковую карту Sound Blaster 16, которая стала эталоном звуковых систем для персональных компьютеров на долгие годы. Сегодня «Creative» выпускает серии звуковых карт под этим брендом (например, полупрофессиональные Sound Blaster Audigy или, рассчитанные на работу с современными компьютерными играми, Sound Blaster X-Fi Fatality). Creative по сей день остается одним из крупнейших производителей звуковых карт для ПК.
В 2002 году, в возрасте 45 лет, Сим Вон Ху стал самым молодым миллиардером Сингапура. Его достижения были отмечены на родине двумя премиями «Бизнесмен года», которых он удостоился в 1992 и 1997 годах.
Умер 4 января 2023 года.